# La Laguna del Progreso
La Laguna del Progreso är en ort i Mexiko.   Den ligger i kommunen San Dimas och delstaten Durango, i den centrala delen av landet, 800 km nordväst om huvudstaden Mexico City. La Laguna del Progreso ligger 2 432 meter över havet och antalet invånare är 119.
Terrängen runt La Laguna del Progreso är huvudsakligen kuperad, men söderut är den bergig. Runt La Laguna del Progreso är det ganska tätbefolkat, med 60 invånare per kvadratkilometer. Närmaste större samhälle är Tambores de Abajo, 13,0 km nordost om La Laguna del Progreso. I omgivningarna runt La Laguna del Progreso växer huvudsakligen savannskog.